# 1994 demo
Demo 1994 – demo amerykańskiego heavymetalowego zespołu Nevermore, wydane w 1994 roku. Było to ostatnie niezależne wydawnictwo, przed podpisaniem kontraktu z Century Media Records, a następnie wydaniem debiutanckiego albumu studyjnego Nevemore.

## Lista utworów
1. „Sea of Possibilities” - 04:43
2. „C.B.F.” - 06:02
3. „The Sanity Assassin” - 06:21
4. „Timothy Leary” - 05:12
5. „World Unborn” – 04:08